# Chetpet
Chetpet (o Chettupattu Polur, Chetpetpolur) è una suddivisione dell'India, classificata come town panchayat, di 17.786 abitanti, situata nel distretto di Tiruvannamalai, nello stato federato del Tamil Nadu. In base al numero di abitanti la città rientra nella classe IV (da 10.000 a 19.999 persone).

## Geografia fisica
La città è situata a 12° 28' 0 N e 79° 20' 60 E e ha un'altitudine di 157 m s.l.m..

## Società

### Evoluzione demografica
Al censimento del 2001 la popolazione di Chetpet assommava a 17.786 persone, delle quali 8.813 maschi e 8.973 femmine. I bambini di età inferiore o uguale ai sei anni assommavano a 1.804, dei quali 887 maschi e 917 femmine. Infine, coloro che erano in grado di saper almeno leggere e scrivere erano 12.321, dei quali 6.810 maschi e 5.511 femmine.